# Manuel Irurita
Manuel Irurita Almándoz (Larráinzar, Navarra, 19 de agosto de 1876-Moncada, 3 de diciembre de 1936) fue un obispo católico español. Ocupó los cargos de obispo de Lérida (1927-1930) y obispo de Barcelona (1930-1936). Tras el inicio de la Guerra civil española, Manuel Irurita se refugió de las milicias anarquistas en casa de la familia Tort. Permanece preso junto a miembros de dicha familia, hasta que son ejecutados por dichas milicias en la noche del 3 de diciembre de 1936 según testimonio de un superviviente.
El historiador Vicente Cárcel Ortí confirma que, después de ser detenido, Irurita fue fusilado en el cementerio de Moncada junto a su secretario y sobrino, Marcos Goñi Almándoz, así como otras diez personas entre religiosos y laicos como Pedro Ruiz Navarro, director de la revista La Monarquía, el 3 de diciembre de 1936. Es considerado uno de los trece obispos asesinados en la zona republicana durante la guerra civil española, víctima de la persecución religiosa.

## Biografía

### Primeros años, formación y vida sacerdotal
Cursó sus primeros estudios en el Colegio de los Padres Capuchinos de Lecároz. Obtuvo el título de primera enseñanza y llegó a ejercer como maestro en Zugarramurdi y en Ostiz. Posteriormente surgió su vocación eclesiástica y prosiguió sus estudios en el Seminario Diocesano de Pamplona hasta su ordenación sacerdotal. 
En 1899, antes de cantar su primera misa en su pueblo natal (6 de agosto), ganó la vacante de beneficiado como tenor en la catedral de Valencia. Trasladado a esta ciudad, en Valencia transcurre su vida sacerdotal desde 1905 a 1927. Culminó su formación académica con los doctorados en Filosofía y en Sagrada Teología, obtenidos en la entonces Universidad Pontificia de Valencia (1906-1907) y se incorporó al Seminario Central como profesor de griego clásico y bíblico. En 1916 ganó, por oposición, el cargo de canónigo en la catedral valenciana.

### Episcopado
En diciembre de 1926, la Santa Sede lo preconiza obispo de Lérida. Tras recibir en la Catedral de Pamplona la consagración episcopal el 25 de marzo de 1927, finalizaría su pontificado en marzo de 1930 con su designación para la sede de Barcelona. Para entonces era, según afirma un medio catalanista, un reconocido simpatizante carlista y decididamente opuesto al catalanismo.
Durante los años de la Segunda República Irurita fue descrito como un clérigo reaccionario, integrista y ultraconservador. Nada más proclamarse la República, Irurita fue uno de los primeros prelados que acudió a visitar a la autoridad recién constituida, y pidió a sus sacerdotes guardar con las autoridades todos los respetos y colaborar con ellas «en la prosecución de sus nobles fines». No obstante, dos días antes de esta visita había atribuido a la República un «significado catastrófico».  A medida que la separación entre el Estado republicano y la jerarquía católica se hizo cada vez más grande, Irurita se hizo especialmente crítico con la política religiosa de las autoridades republicanas. Durante la discusión de la Ley de Confesiones y Congregaciones Religiosas, Irurita manifestó su frontal rechazo a la misma y declaró que, en materia religiosa, «el único poder legítimo que reconocía era el de la Iglesia». En los años de la República tuvo especial interés en las profecías de la madre María Rafols, una monja decimonónica —que se terminarían demostrando apócrifas, pues habían sido falsificadas en el siglo XX—.
Sus relaciones con el catalanismo también eran tensas: por ejemplo, cuando en 1933 murió el presidente de la Generalidad, Francesc Macià, en un principio Irurita se negó a enviar capellanes al entierro de Macià, aunque finalmente aceptó enviarlos después de que el arzobispo Francisco Vidal y Barraquer le hiciera cambiar de opinión.
Tras el estallido de la Guerra civil, el 21 de julio de 1936 Irurita huyó de la sede episcopal, que fue asaltado por las masas. La versión oficial dice que logró ocultarse en el domicilio del joyero Antonio Tort en la calle Call n.º 17, el cual también había dado acomodo a las religiosas Carmelitas de la Caridad Elvira Ruiz y Micaela, Montserrat Sabanes y María Torres. El 1 de diciembre de 1936 doce milicianos de la Patrulla de Control número 11, del barrio de Pueblo Nuevo, allanaron el taller del joyero que se encontraba en la calle Pedro IV n.º 166, llevándose detenidos a Irurita, Marcos Goñi, Antonio Tort, su hermano Francisco, la hija de Antonio Tort, Mercedes, y las carmelitas María Torres y Montserrat Sabanes. Según la versión oficial, Irurita fue fusilado en las tapias del cementerio de Moncada dos días más tarde.

## Proceso de beatificación

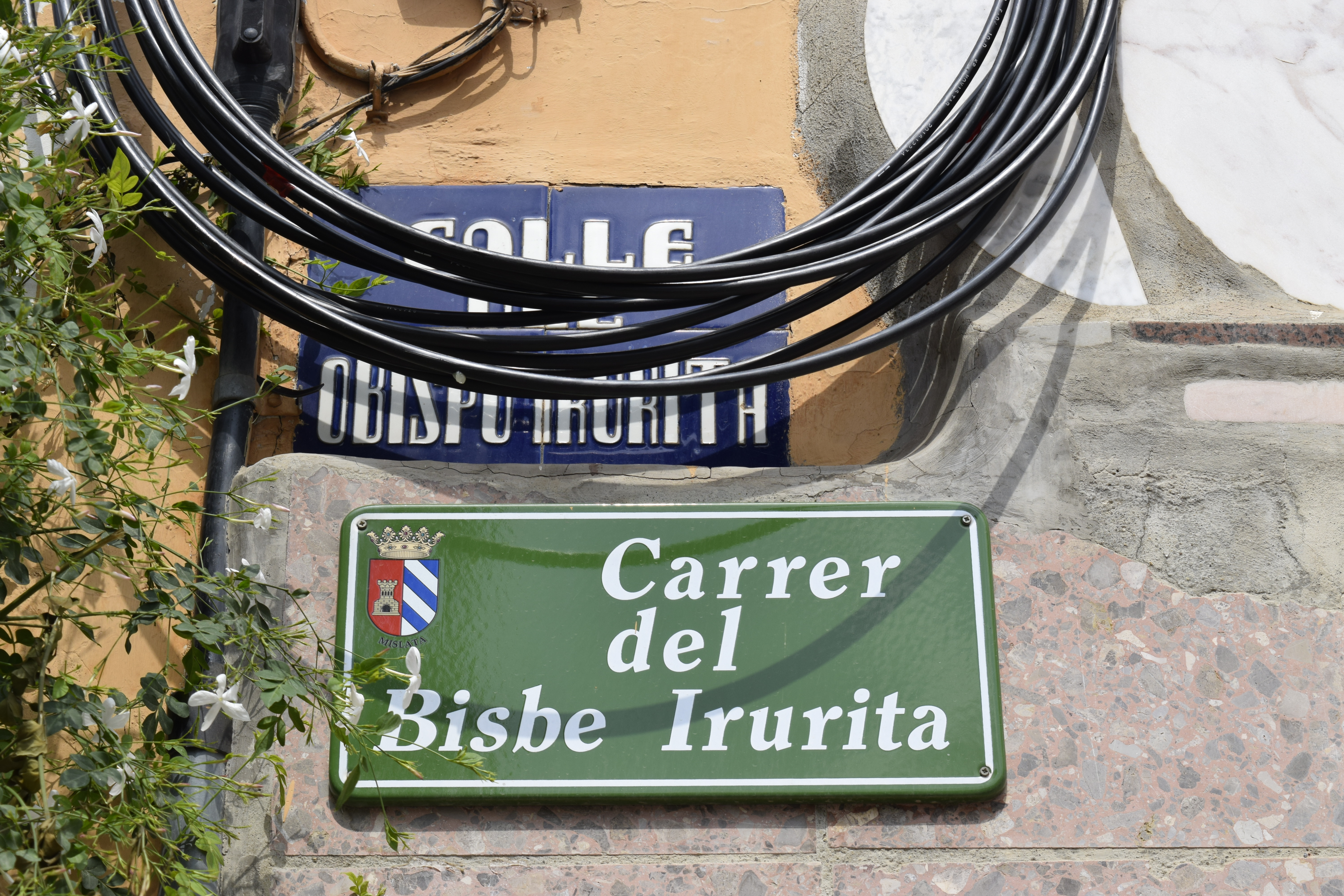
Calle del obispo Irurita en el municipio valenciano de Mislata

En 1959 se abrió en Barcelona su proceso de beatificación. Pero en 1964, el papa Pablo VI, después de consultar a los obispos españoles, decidió introducir una moratoria en esos procesos, especialmente para evitar interpretaciones políticas que pudieran instrumentalizar la decisión exclusivamente espiritual de la Iglesia. Hacia 1980 se pensó que la situación había cambiado ya lo suficiente como para que, en principio, tales interpretaciones no se dieran. Fue en 1983 cuando comenzaron a darse los pasos últimos que llevaron a las primeras beatificaciones de mártires de los años treinta. En 2002, el entonces arzobispo de Barcelona, el cardenal Ricard Maria Carles, clausuró la fase diocesana y remitió la documentación a la Congregación para las Causas de los Santos.

## Controversia en torno a su muerte
Según la Causa General franquista y el testimonio de otros sacerdotes, Irurita fue asesinado el 3 de diciembre de 1936 en Moncada y Reixach por milicias anarquistas, en el cementerio de la localidad, versión que secundan entre otros Gonzalo Redondo, Albert Manent y Vicente Cárcel. Además de todo ello, existe el testimonio de un superviviente, Juan Canela, que, posteriormente, gracias a las fotografías mostradas, pudo reconocer a las personas ejecutadas cuando lo fue él. Describe con detalle como fue aquel momento y cómo salvó la vida al estar emparejado con Pedro Ruiz Navarro, de gran complexión y altura, que recibió en primer lugar la ráfaga mortal y, al mismo tiempo, al caer sobre él, actuó de escudo.
Sin embargo existe un halo de misterio en torno a la muerte del obispo: a lo largo de la contienda se puso en duda la muerte de Irurita, con testimonios del bando republicano relatando incluso que habría sido salvado por los anarquistas —según el periodista anarquista Jacinto Toryho fue el propio Buenaventura Durruti quien salvó del linchamiento a Irurita tras el levantamiento militar de julio—, y otros de personas que aseguraban haber visto a Irurita saliendo del Palacio Episcopal de Barcelona dos días después de la entrada del ejército franquista en la ciudad, el 28 de enero de 1939.

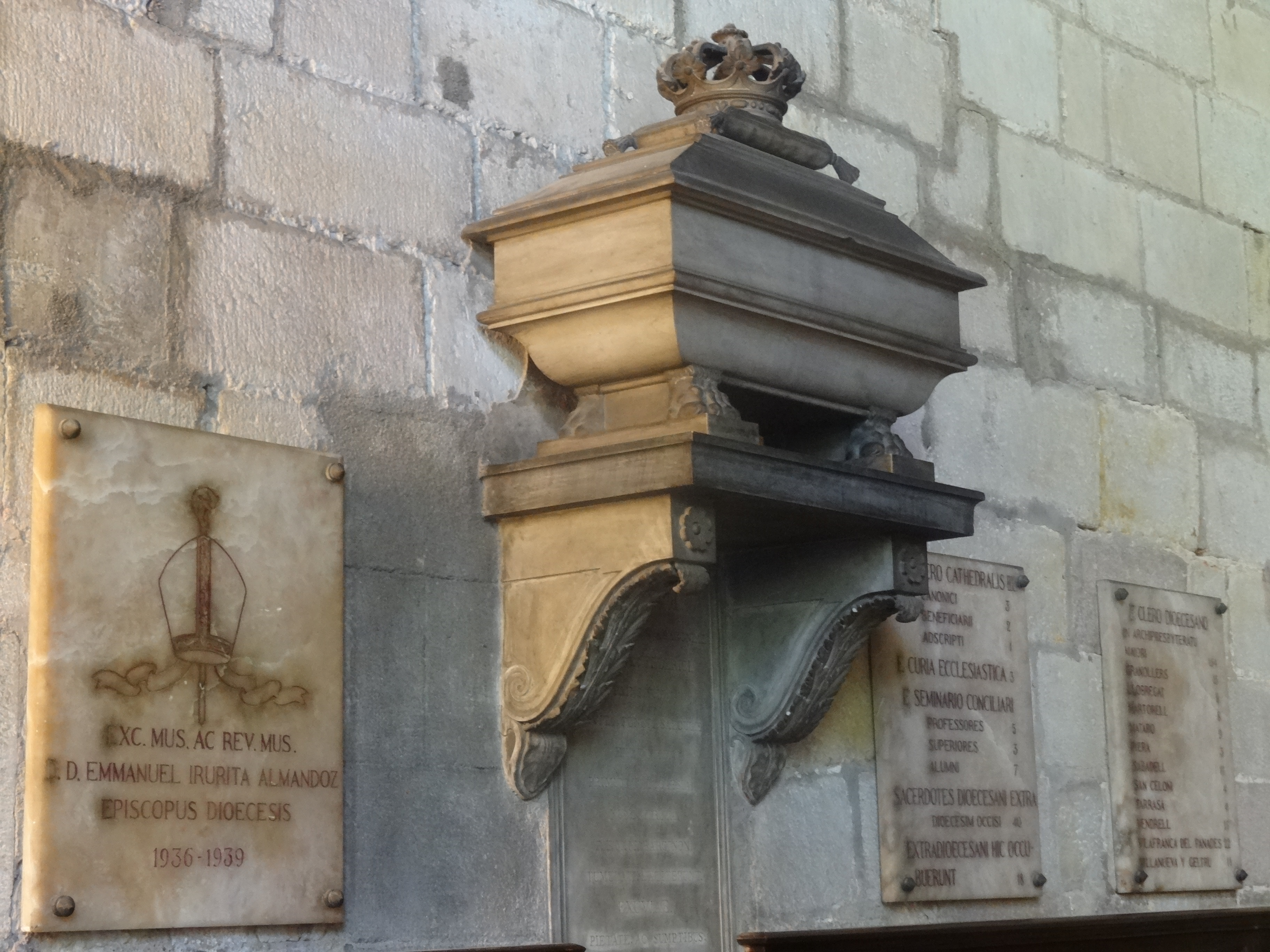
Lápida conmemorativa del obispo Irurita en la capilla de los Mártires de la Guerra Civil situada en la catedral de Barcelona

En esos testimonios, entre otras circunstancias, se han sustentado historiadores como el monje antifranquista Hilari Raguer para asegurar «absolutamente convencido» que «al obispo Irurita no lo mataron el diciembre de 1936», especialmente tras la apertura de los archivos vaticanos relativos a Pío XI, en los que consta que los servicios de información militar de los franquistas daban por vivo al obispo de Barcelona en 1937, antes de que entraran en la ciudad. Hacia 1938 también existen fuentes según las cuales el Vaticano le daría por vivo. De hecho, algunos de los testigos que lo vieron en enero de 1939 se lo comunicaron al jefe del Servicio de Información y Policía Militar, el coronel Ungría Jiménez, que se hallaba en Barcelona pero que no se sorprendió ante la noticia.
El historiador Joan Bada, profesor de la Facultad de Teología de Cataluña y también de Historia en la Universidad de Barcelona, publicó una obra donde aportaba documentos de distintas instituciones (entre otras, de la Cruz Roja Internacional) que acreditaban que Irurita todavía continuaba vivo a mediados de 1937. Para Bada también resulta extraño que en octubre de 1937, cuando se nombró a siete administradores apostólicos para suceder a obispos asesinados, la diócesis de Barcelona quedase vacante, y también el hecho que no se volviera a nombrar obispo de Barcelona hasta una fecha tan tardía como 1942.
A finales del siglo XX se realizaron varias pruebas a los restos que se supone pertenecen a Irurita. El odontólogo forense Juan Carol Montfort realizó un estudio de la dentadura de Irurita en 1940, si bien no pudo asegurar a partir del análisis de esta que se tratara de la del prelado, una vez realizada la descripción y previa declaración de dos dentistas que le habían tratado en su etapa de obispo de Lérida sostuvo que los restos pertenecerían a Irurita. En el año 2000 se publicaron las conclusiones de un estudio sobre el ADN de los restos atribuidos a Irurita, comparándose con los de hermanos suyos, que afirmaban que estos pertenecían a alguien de la familia de Irurita, como podría ser el propio obispo o bien su sobrino asesinado junto a él, Marcos Goñi Almándoz. Según el diario La Vanguardia, la Universidad de Santiago certificó con el 99,9% de probabilidad que los restos sepultados en la catedral de Barcelona corresponden al obispo Irurita.Ante la posibilidad que fuera su secretario y sobrino, el análisis del ADN mitocondrial avala la correspondencia de los restos con el prelado.
Un estudio geneaógico realizado por los historiadores Juan José Martinena, Luis Javier Fortún y Teresa Alzugaray permite afirmar con certeza que el cadáver recuperado en 1940 en una fosa común y trasladado a la catedral de Barcelona corresponde al obispo Irurita, —y que por tanto fue fusilado—. El estudio incluye un análisis del ADN mitocondrial realizado por el doctor Carracedo Álvarez.